# Paolo Mazza (futbolista)
|  | No s'ha de confondre amb Paolo Mazza. |

Paolo Mazza (San Marino, 27 d'octubre de 1961) és un exfutbolista sanmarinès de la dècada de 1980.
Pel que fa a clubs, defensà els colors de diversos clubs italians, essent el més destacat la Sampdoria. També jugà a Teramo Calcio, Civitanovese, Foligno, i Pomezia. També fou internacional amb la selecció de San Marino.
És germà del també futbolista Marco Mazza.